# Вепсовско възвишение
Вѐпсовското възвишение (на руски: Вепсовская возвышеность) е възвишение в северната част на Източноевропейската равнина, част от обширното Валдайско възвишение (в северната му част), простиращо се на територията на Ленинградска и Вологодска област в Русия. Разположено е между езерата Ладожко на северозапад, Онежко на север и Бяло на изток и е вододел между водосборните басейни на река Нева, вливаща се в Балтийско море и река Волга, вливаща се в Каспийско море. Максимална височина  връх Малгора 304 m (60°40′41″ с. ш. 35°22′43″ и. д. / 60.678056° с. ш. 35.378611° и. д.), разположена в крайната северозападна част на Вологодска област. Изградено е от варовици, поради което изобилстват карстовите форми. Има характерен хълмисто-моренен релеф. Много малки езера и блата. От него водят началото си множество реки: Шокша, Оят, Капша, Паша (принадлежащи към басейна на Ладожкото езеро), Мегра (към басейна на Онежкото езеро), Суда, Колп (към басейна на Бяло езеро).